# Monção, Maranhão
Monção  este un oraș în unitatea federativă Maranhão (MA), Brazilia.